# Шушинський погром
Шушинський погром (вірм. Շուշիի ջարդեր) — масове вбивство вірменського населення Шуші і руйнуванням вірменської половини міста, що сталося після придушення вірменського повстання проти влади Азербайджанської Демократичної Республіки в 1920 році.
Подія відбулася між 22 та 26 березня 1920 р., І вона мала конфлікт з приводу претензій на право власності на регіон з боку Вірменії та Азербайджану. Це призвело до повного знищення населених вірменами кварталів Шуші та ліквідації вірменського населення міста. За різними оцінками загинуло, від 500 [4] до 30 тис. вірменських жителів міста.